# Isohypsibius lineatus
Isohypsibius lineatus är en djurart som tillhör fylumet trögkrypare, och som först beskrevs av Mihelcic 1969.  Isohypsibius lineatus ingår i släktet Isohypsibius och familjen Hypsibiidae. Inga underarter finns listade i Catalogue of Life.